# Томас, Вальтер Бабингтон
Вальтер Бабингтон Томас (англ. Walter Babington 'Sandy' Thomas; 29 июня 1919, Мотуека, Новая Зеландия — 22 октября 2017) — новозеландский участник Второй мировой войны, генерал-майор британской армии и писатель.

## Биография
Вальтер Бабингтон Томас, более известный как Сэнди Томас (Sandy Thomas) родился в 1919 году в новозеландском городе Мотуека.
Накануне Bторой мировой войны стал офицером новозеландской армии.

### В Греции
В октябре 1940 года фашистская Италия вторглась в Грецию с территории Албании. Греческая армия отразила нападение и перенесла военные действия на территорию Албании. Это был первый успех стран антифашистской коалиции.
Успехи греческой армии вынудили гитлеровскую Германию прийти на спасение своих союзников.
Перед германским вторжением в Грецию прибыл ограниченный британский армейский контингент, который занял вторую линию обороны в Западной Македонии.
Немецкие войска не смогли с ходу прорвать греческую оборонительную Линию Метаксаса, но 9 апреля 1941 года обошли её, пройдя через территорию Югославии, отсекая группу дивизий Восточной Македонии (4 дивизии и 1 бригада) от греческой армии в Албании, продолжавшей сражаться против итальянцев в Албании, и вошли в непосредственный контакт с британским корпусом на второй линии обороны.
Британское командование приняло решение оставить континентальную Грецию и организовать оборону острова Крит.
Сэнди Томас в звании лейтенанта в составе британского экспедиционного корпуса в Греции принял участие во всех этих событиях, был ранен, попал в плен на Крите и был отправлен в лагерь военнопленных в материковую Грецию.
Однако ему удалось бежать из госпиталя лагеря военнопленных.
Он был вновь схвачен немцами и вновь бежал. В общей сложности он был пленён и бежал пять раз.
Развернувшееся массовое Сопротивление греческого народа способствовало его спасению.
Он был укрыт греческими подпольщиками в городе Салоники и переправлен к партизанам на полуостров Халкидики, где стал свидетелем деятельности греческих партизан в Центральной Македонии.
Впоследствии в своей книге он отмечал, что нацисты, привыкшие до того к тому, что в других странах Европы они не встречали особого сопротивления, отвечали на действия греческих партизан зверскими мерами против гражданского населения.
Сэнди Томас был укрыт и вылечен греческими монахами в монастыре Великая Лавра Афона, откуда он был отправлен морем в Смирну, а затем в Сирию.
Следует отметить, что через месяц после освобождения Греции, в ноябре 1944 года, правительство Новой Зеландии первым послало на Афон делегацию, которая вручила монахам этого монашеского государства официальную письменную благодарность за спасение новозеландских военнослужащих.
Однако эта благодарность позже была возвращена по причине преследования британской армией борцов за Энозис (воссоединение) Кипра с Грецией.
В 1944 году в возрасте 25 лет Сэнди Томас стал самым молодым полковником британской армии (по другим источникам, самым молодым новозеландским командиром батальона).
После войны Сэнди Томас на Нюрнбергском процессе свидетельствовал о зверствах нацистов и болгар против греческого населения в 1942 году в Иериссосе на полуострове Халкидики.

### После войны
После войны Сэнди Томас принял командование Королевским Хэмпширскими полком (Royal Hampshire Regiment).
В 1955 году упоминается в армейских донесениях в ходе подавления Восстания мау-мау в Кении
В 1968 году принял командование V британской пехотной дивизией.
В апреле 1970 года стал начальником штаба британских сил на Дальнем Востоке, после чего, в октябре 1970 года, стал командующим британских вооружённых сил на Дальнем Востоке
Был награждён высшей наградой, орденом Бани, в 1971 году и ушёл в отставку в 1972 году.
Проживал в штате Квинсленд, Австралия, где и скончался 22 октября 2017 года.

## Писатель
Всего через 10 лет после того что он пережил в Греции, «Сэнди» Томас написал и выпустил в 1953 году автобиографическую книгу о периоде войны, под названием «Не бойтесь быть свободными» («Dare to be Free»).
На греческом она вышла с опозданием в полвека и под названием «С дерзостью за Свободу» («Με Τόλμη για την Ελευθερία»).
Книга имела успех и, кроме английского и греческого, вышла также на норвежском языке и на хинди.
Кроме этого, книга удостоилась чести быть изданной специальным изданием Кембриджского университета.
По его книге новозеландское телевидение сняло документальный фильм, который в 2004 году был отмечен как лучший документальный фильм года в Новой Зеландии.